# Asdrúbal Cabrera
Pour les articles homonymes, voir Cabrera.
Asdrúbal José Cabrera (né le 13 novembre 1985 à Puerto La Cruz, Anzoátegui, Venezuela) est un joueur de baseball évoluant en Ligue majeure de baseball.
De 2007 à 2014, il évolue avec les Indians de Cleveland. Il représente le club deux fois au match des étoiles et remporte un Gant doré en 2011. Il termine la saison 2014 chez les Nationals de Washington après un échange, puis s'aligne avec les Rays de Tampa Bay en 2015. De 2016 à 2018, il est joueur de champ intérieur pour les Mets de New York. En 2018, il évolue au poste d'arrêt-court pour les Phillies de Philadelphie. 

## Carrière

### Mariners de Seattle
Asdrúbal Cabrera est recruté comme agent libre amateur le 26 août 2002 par les Mariners de Seattle. Il évolue en Académie au Venezuela en 2003 au sein du club de jeunes d'Aguirre, en contrat avec les Mariners pour développer au Venezuela de jeunes espoirs. A Aguirre, il est coéquipier d'Luis Valbuena. Les deux joueurs deviennent amis.
Cabrera joue en Ligues mineures au sein de l'organisation des Mariners de 2004 à 2006.

### Indians de Cleveland

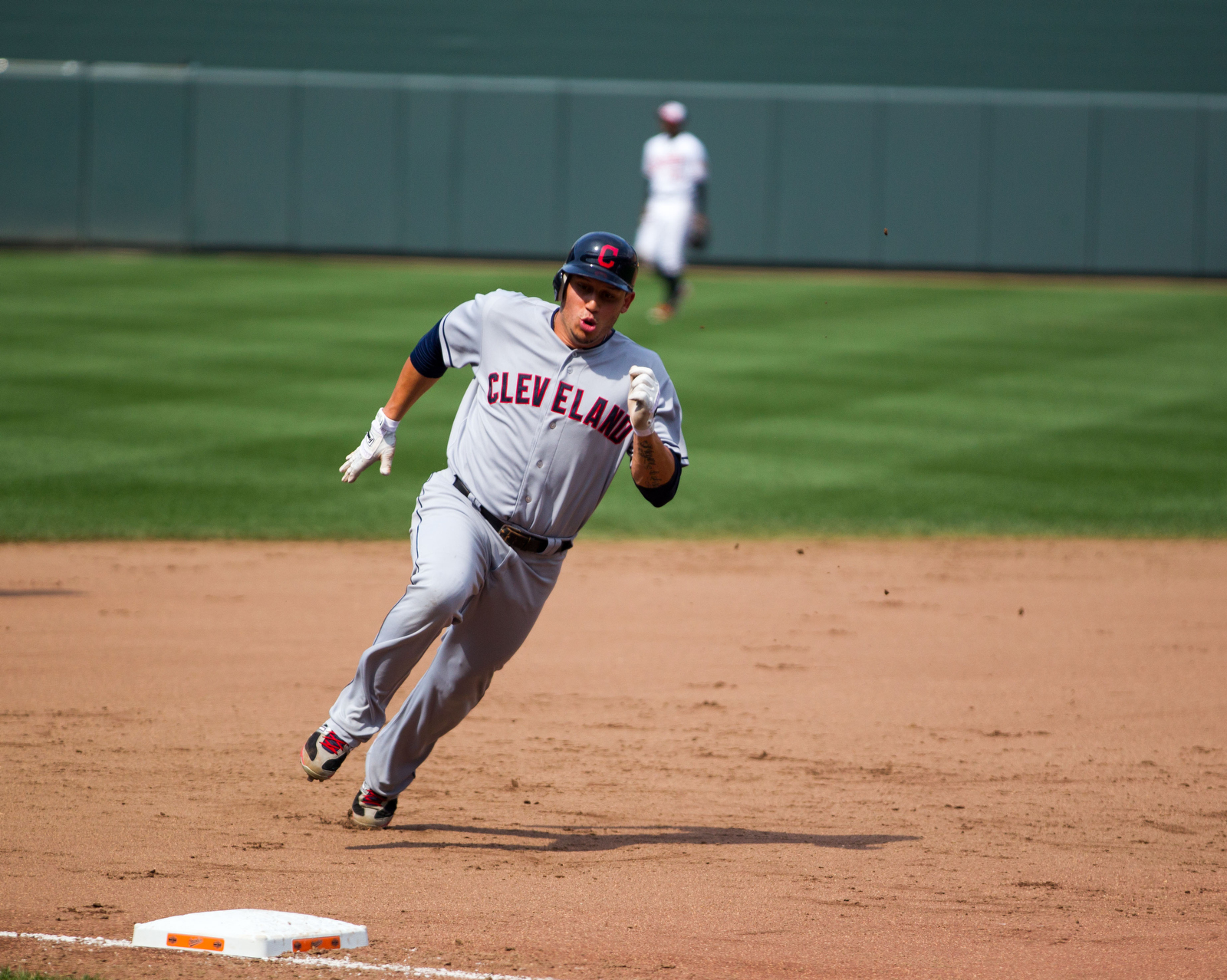
Cabrera en action avec les Indians en 2012.

Cabrera rejoint les Indians de Cleveland le 30 juin 2006 via un échange et poursuit son apprentissage en ligues mineures avec les Akron Aeros (AA) puis les Buffalo Bisons (AAA) où il évolue principalement au poste d'arrêt-court.
Appelé en Ligue majeure le 7 août 2007, il débute en ligue majeure dès le lendemain au deuxième but. Il réussit son premier coup sûr (un double) quatre jours plus tard face aux Yankees de New York et son premier coup de circuit le 18 août contre les Devil Rays de Tampa Bay. Ce frappeur ambidextre devient le titulaire du poste et est aligné toute la fin de saison. Le plus jeune joueur (21 ans) de l'effectif des Indians reste titulaire pour affronter les Yankees de New York au premier tour des séries éliminatoires.
À l'issue de la saison, Cabrera reçoit le trophée Lou Bourdeau récompensant le meilleur joueur de position issu des clubs affiliés des Indians.
Titulaire au deuxième but en 2008 puis au poste d'arrêt-court en 2009, il signe sa première saison en Ligue majeure avec une moyenne au bâton supérieure à 0,300 (0,308) en 2009. Il frappe son premier grand chelem en carrière le 18 avril 2009 au Yankee Stadium.
Sa saison 2010 est contrariée par une blessure en début de saison (17 mai) qui l'éloigne longtemps des terrains. Il retrouve le jeu le 20 juillet. Cabrera fréquente encore l'infirmerie fin septembre.
En 2011, il dispute 151 matchs des Indians et maintient une moyenne au bâton de ,273. Il établit de nouveaux sommets personnels de coups sûrs (165) et de points produits (92). Surtout, il démontre une surprenante puissance en attaque : lui qui n'avait jamais frappé plus de six coups de circuit en une saison en réussit 25. Il égale son record de buts volés de la saison 2009 avec 17. Invité pour la première fois au match des étoiles de mi-saison, il remporte à la fin de l'année le Bâton d'argent du meilleur joueur offensif de la Ligue américaine à la position d'arrêt-court. Il reçoit même quelques appuis lors du vote déterminant le joueur par excellence de la saison régulière, prenant le 20e rang.

### Nationals de Washington
Le 31 juillet 2014, les Indians échangent Cabrera aux Nationals de Washington pour le joueur d'arrêt-court Zach Walters. Le poste d'arrêt-court étant occupé à Washington par Ian Desmond, les Nationals alignent Cabrera au deuxième but, un poste qu'il n'avait pas occupé depuis 2009.
Il ne frappe que pour ,229 avec 40 coups sûrs en 200 passages au bâton dans les 40 dernières parties de la saison avec les Nationals. En 146 matchs joués en 2014, Cabrera compte 14 circuits, 74 points marqués, 10 buts volés et 61 points produits avec une moyenne au bâton de ,241 pour Cleveland et Washington. Il frappe un simple, un double et un circuit en 4 matchs éliminatoires des Nationals.

### Rays de Tampa Bay
Le 10 janvier 2015, Cabrera signe un contrat de 7,5 millions de dollars pour une saison chez les Rays de Tampa Bay.

### Mets de New York
Le 11 décembre 2015, Cabrera signe un contrat de 18,5 millions de dollars pour deux saisons avec les Mets de New York.

## Statistiques
| Saison | Équipe    | G   | AB   | R   | H   | 2B | 3B | HR | RBI | SB | BA   |
| ------ | --------- | --- | ---- | --- | --- | -- | -- | -- | --- | -- | ---- |
| 2007   | Cleveland | 45  | 159  | 30  | 45  | 9  | 2  | 3  | 22  | 0  | .283 |
| 2008   | Cleveland | 114 | 352  | 48  | 91  | 20 | 0  | 6  | 47  | 4  | .259 |
| 2009   | Cleveland | 131 | 523  | 81  | 161 | 42 | 4  | 6  | 68  | 17 | .308 |
| 2010   | Cleveland | 97  | 381  | 39  | 105 | 16 | 1  | 3  | 29  | 6  | .276 |
| Totaux | Totaux    | 387 | 1415 | 198 | 402 | 87 | 7  | 18 | 166 | 27 | .284 |

| Saison | Équipe    | G  | AB | R | H  | 2B | 3B | HR | RBI | SB | BA   |
| ------ | --------- | -- | -- | - | -- | -- | -- | -- | --- | -- | ---- |
| 2007   | Cleveland | 11 | 46 | 5 | 10 | 0  | 0  | 1  | 6   | 0  | .217 |
| Totaux | Totaux    | 11 | 46 | 5 | 10 | 0  | 0  | 1  | 6   | 0  | .217 |

Note : G = Matches joués ; AB = Passages au bâton; R = Points ; H = Coups sûrs ; 2B = Doubles ; 3B = Triples ; 
HR = Coup de circuit ; RBI = Points produits ; SB = Buts volés ; BA = Moyenne au bâton.